# Bernardo Roselli Mailhe
Bernardo Roselli Mailhe (ur. 17 września 1965 w Carmelo) – urugwajski szachista, mistrz międzynarodowy od 1994 roku.

## Kariera szachowa
Jest jednym z najbardziej utytułowanych urugwajskich szachistów. Pomiędzy 1984 a 2011 r. piętnastokrotnie zdobył tytuł mistrza Urugwaju. Był również dziewięciokrotnym uczestnikiem szachowych olimpiad (w latach 1986–2010; w tym 5 razy na I szachownicy), reprezentował również narodowe barwy na drużynowych mistrzostwach państw panamerykańskich (1985) oraz na drużynowych mistrzostwach świata juniorów (dwukrotnie – 1985, 1991).
Międzynarodową karierę rozpoczął w 1981 r., startując w mistrzostwach świata juniorów do 16 lat w Embalse. W kolejnych latach startował w turniejach międzynarodowych oraz kilkukrotnie w turniejach strefowych (eliminacjach mistrzostw świata w szachach), m.in. w Corrientes (1985) oraz Santiago (1987). W 1995 r. zwyciężył w kołowym turnieju w Buenos Aires, w 2001 r. podzielił I m. (wspólnie z m.in. Pablo Lafuente) w memoriale Raula Castelliego w Buenos Aires oraz zajął II m. (za Fernando Peraltą) w Guaymallén, natomiast w 2002 r. zwyciężył w Vicente López (wyprzedzając m.in. czterech arcymistrzów: Oscara Panno, Andresa Rodrigueza Vilę, Sergio Slipakw i Hugo Spangenberga, jak również program komputerowy HIARCS). W 2006 r. zajął I m. w Entre Ríos, w 2007 r. podzielił II m. (za José Fernando Cubasem, wspólnie z Ernesto Realem de Azua) w Colonia del Sacramento, w 2008 r. podzielił I m. (wspólnie z m.in. Florianem Jenni, Falko Bindrichem oraz Ilmārsem Starostītsem) w Lucernie, w 2010 r. zwyciężył (wspólnie z Guillermo Soppe) w Asuncion, natomiast w 2011 r. zwyciężył (wspólnie z Salvadorem Alonso) w Montevideo.
Najwyższy ranking w karierze osiągnął 1 stycznia 1996 r., z wynikiem 2455 punktów zajmował wówczas 2. miejsce (za Andresem Rodriguezem Vilą) wśród ukraińskich szachistów.
W grudniu 2009 r. Bernardo Roselli Mailhe objął stanowisko prezydenta Urugwajskiej Federacji Szachowej.